# رنگینک گلوسفید
رنگینک گلوسفید (نام علمی: Corapipo gutturalis) نام یک گونه از سرده رنگینک‌های پرشی است.